# Nazionale maschile di pallamano dell'Argentina
La nazionale argentina di pallamano rappresenta l'Argentina nelle competizioni internazionali e la sua attività è gestita dalla Argentina Handball Association.

## Storia
La pallamano è stata introdotta in Argentina negli anni '30 del XX secolo, ma la sua diffusione come sport competitivo è avvenuta più tardi, con l'organizzazione delle prime competizioni nazionali negli anni '50. La Confederazione Argentina di Pallamano (Confederación Argentina de Handball, CAH) è stata fondata nel 1921, ma è negli anni '70 e '80 che lo sport ha iniziato a crescere in termini di popolarità.
La nazionale maschile
La nazionale maschile ha debuttato nelle competizioni internazionali negli anni '80, ma i primi risultati significativi sono arrivati nel XXI secolo.
Risultati importanti:
Pan American Games: L'Argentina ha dominato diverse edizioni, vincendo l'oro nel 2011 (Guadalajara), 2015 (Toronto) e 2019 (Lima).
Campionati Panamericani: La squadra ha vinto numerosi titoli, emergendo come una delle forze principali nella regione, insieme al Brasile.
Campionati del mondo: La partecipazione costante ai Mondiali ha permesso alla squadra di accumulare esperienza. Il miglior risultato è stato il 7º posto nel 2021 in Egitto, un traguardo storico.
Olimpiadi: La nazionale ha partecipato ai Giochi Olimpici per la prima volta nel 2012 (Londra) e di nuovo nel 2016 (Rio de Janeiro).
Giocatori come Diego e Sebastián Simonet, Gonzalo Carou e Federico Pizarro hanno avuto un ruolo cruciale nel portare l'Argentina a livelli competitivi mondiali.